# Richalmus
Richalmus (Richalm de Schöntal ou Schönthal), né au XIIe siècle et mort en 1219, est un abbé cistercien, connu pour un livre sur la vie monastique, notoire pour sa démonologie, le Liber Revelationum, qui ne sera imprimé que beaucoup plus tard, au XVIe siècle.
Richalmus affirme qu'il est faux que chaque personne soit hantée par un seul démon. Au contraire, les démons se pressent en nombre et forment comme un mur épais autour de tout humain. Lorsque Richalmus fermait les yeux, il voyait souvent de minuscules démons voler autour de lui et des autres personnes, « épais comme de la poussière dans un rayon de soleil ».